# Mannetjärnet
Mannetjärnet är en sjö i Dals-Eds kommun i Dalsland och ingår i Örekilsälvens huvudavrinningsområde. Mannetjärnet ligger i Borgelemossarna Natura 2000-område.